# وقار شیرازی
میرزا احمد (۱۲۳۲–۱۲۹۸ه‍. ق) بزرگترین فرزند وصال شیرازی متخلص به وقار است. او همچون پدرش خوشنویس و شاعر بود. دیوان شعری به فارسی به نام بهرام و بهروز که در بمبیی چاپ شده از او باقی مانده‌است.
افزون بر پدر، پنج برادر او نیز از خوشنویسان و شاعران صاحب‌نام سده سیزدهم هجری هستند. میرزا احمد وقار نستعلیق، نسخ، رقاع و شکسته‌نستعلیق را استادانه می‌نوشت اما بیش از همه در خوشنویسی خط نسخ صاحب‌نام شده‌است.
تصحیح نوینی از دیوان وقار شیرازی به همّت داریوش کاظمی به انجام رسیده است:
دیوان وقار شیرازی. تصحیح داریوش کاظمی. کرمان: دانشگاه آزاد اسلامی کرمان، ۱۳۸۳.
وی همچنین داستان قرآنی موسی و خضر را نیز به رشتهٔ شعر کشیده است که به اهتمام محمود طاووسی به طبع رسیده است:
«مثنوی خضر و موسی». به اهتمام محمود طاووسی. تهران: فرا نگه، ۱۳۶۰.

## نمونه شعر
| به بهار مِی طلب کن منشین به کار دیگر |  | که بسی امید باید که رسد بهار دیگر |
| بشمر غنیمت ارزان که رسی به روزگاری  |  | که خطا بود نشستن پی روزگار دیگر   |